# Björn Jafner

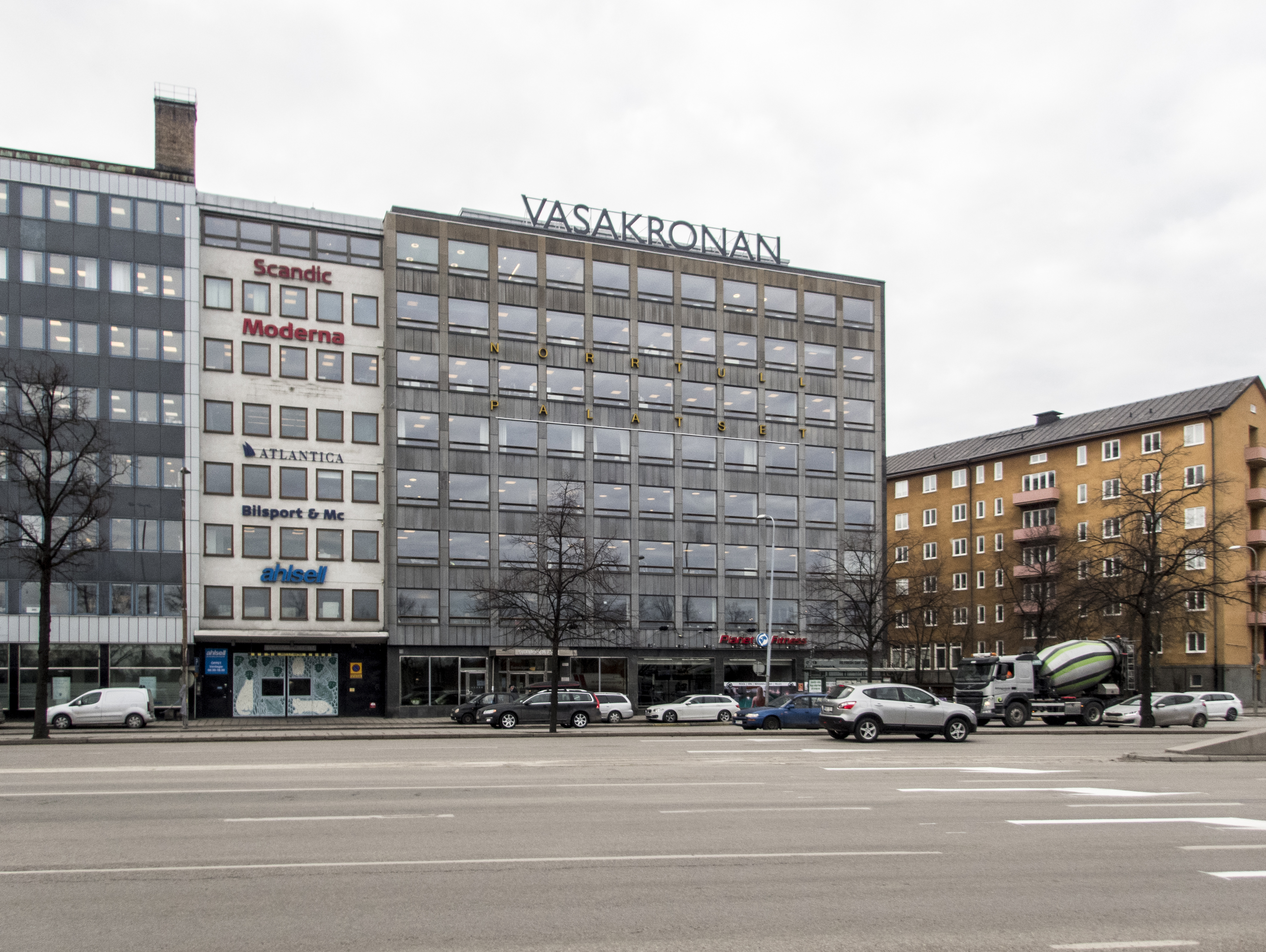
Nortullspalatset (Getingen 11), Sveavägen 163–167 i Stockholm tillsammans med Kjærsgaard Rasmussen (1955–1958).

Björn Jafner, född 22 mars 1915 i Fredericia i Danmark, död 1 mars 1990 i Solna, var en dansk-svensk arkitekt. 
Jafner, som var son till byggmästare Knud Jafner och Sofie Jafner, utexaminerades från Århus tekniska skola 1937 och från Kunstakademiets Arkitektskole 1943. Han flyttade senare till Sverige, där han anställdes vid Åtvidabergs Industrier 1948 och var verksam vid och delägare i Louis U. Kjærsgaard Rasmussens arkitektkontor från 1950. Han företog studieresor till Spanien och Portugal. Björn Jafner är gravsatt i minneslunden på Solna kyrkogård.

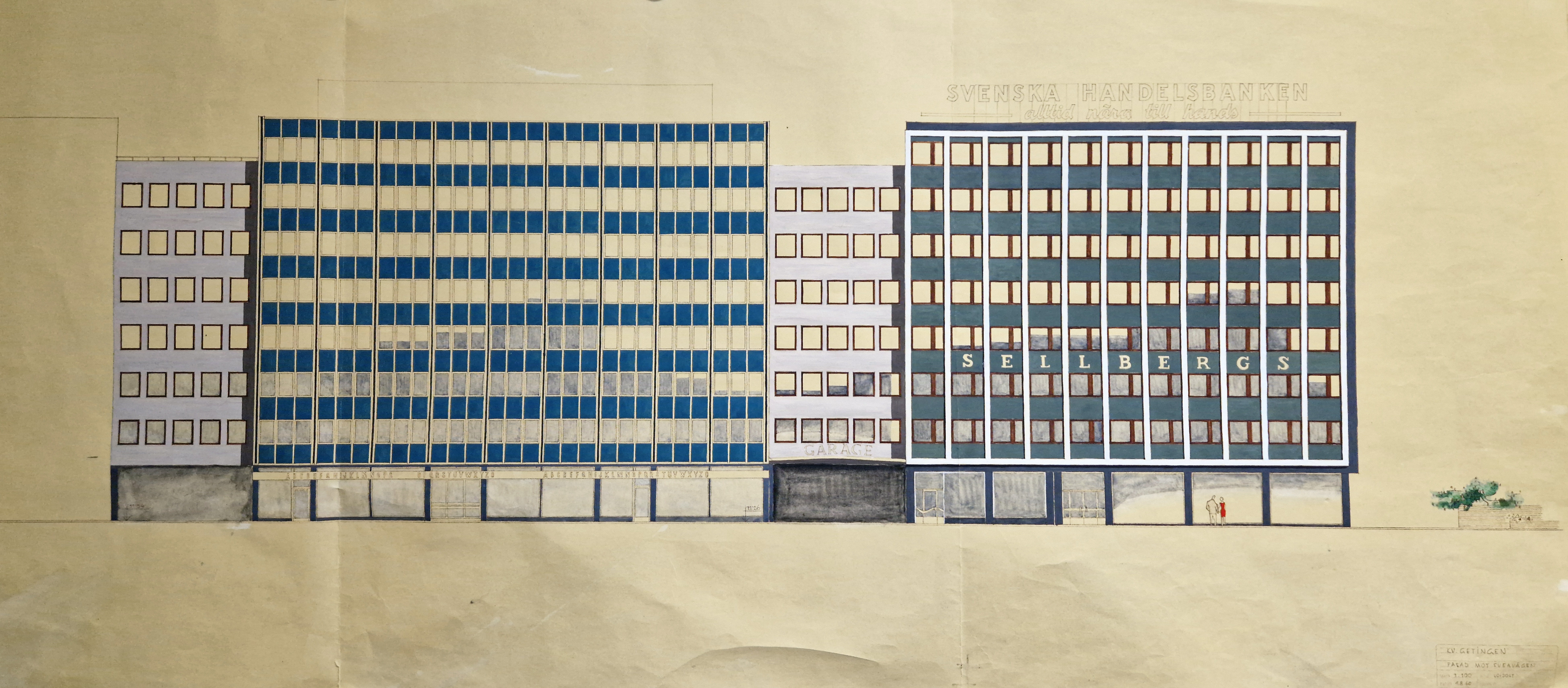
Getingen 11 fasadritning mot norr